# Nome de la Vipère de montagne

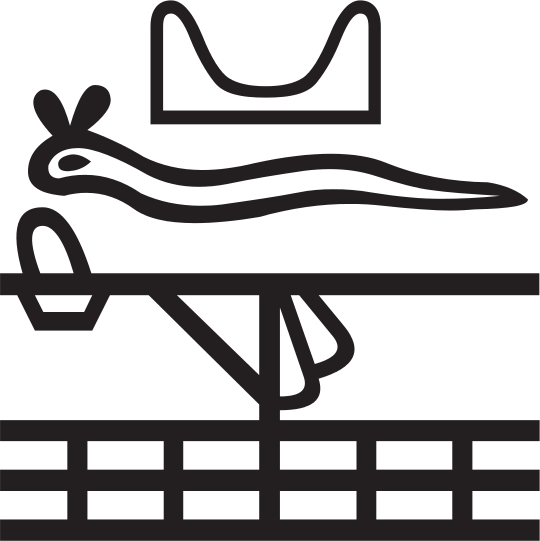
Hiéroglyphe symbole du Nome.

Le nome de la Vipère de montagne (ȝtft) est l'un des 42 nomes (division administrative) de l'Égypte antique. C'est l'un des vingt-deux nomes de la Haute-Égypte et il porte le numéro douze.

## Géographie
Ce nome faisait moins de 52 km de long selon la liste des nomes de Sésostris Ier. Le nome était situé sur la rive orientale du Nil, en face du nome de Seth (11e) et du nome supérieur du Sycomore (13e) voire peut-être aussi du nome inférieur du Sycomore (14e). Dans les deux cas, le nome bordait au sud le nome du Cobra (10e),, mais dans le premier cas, le nome bordait au nord le nome inférieur du Sycomore (14e), tandis que dans le second cas, il bordait au nord le nome du Lièvre (15e).

## Histoire
La capitale du nome était Hiéracon (non retrouvée avec certitude mais devant se situer aux alentours de l'actuel village de al-ʿAtawlah), dont les nécropoles étaient El-Maâbda et Deir el-Gebraoui. Dans cette dernière se trouvent d'ailleurs les tombes des notables locaux de la fin de l'Ancien Epire et de la Première Période intermédiaire, dont celle, la plus grande et datée de la toute fin de l'Ancien Empire, du nomarque Ibi qui était aussi deuxième prêtre de la pyramide de Pépi II. Un autre nomarque nommé Isi, de la Première Période intermédiaire, y a également construit l'une des plus belles tombes de la nécropoles. Quant à la nécropole d'El-Maâbda, elle a été occupée de l'Ancien Empire jusqu'à l'époque romaine. Une tombe des Ve-VIe dynastie appartenait au nomarque Khénou et son épouse Khénout. Une nécropole de crocodiles liée à Sobek-Soukhos y était également présente.
Sur le site présumé de Hiéracon, une forterre de la période ptolémaïque y était construite, tandis que pendant la période romaine étaient stationnés les cohors prima des auxiliaires lusitaniens.

## Divinités locales

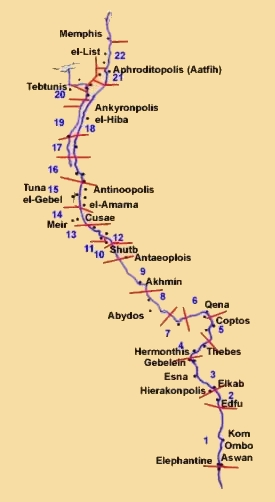
Les nomes de Haute-Égypte

Aux alentours des nécropoles de El-Maâbda et Deir el-Gebraoui, la section du désert escarpé se nomme aujourd'hui Gebel Cheikh el-Haridi, la tradition y plaçait l'existence d'un serpent divin depuis l'Égypte antique (d'où le nom du nome) et ce jusqu'au XVIIIe siècle.
Hiéracon se nommait en ancien égyptien Per-Nemty, et, comme ce nom l'indique, le dieu Nemty y était très vénéré.
Dans la nécropole d'El-Maâbda se trouve une partie dédiée aux crocodiles : une ville de l'époque ptolémaïque se trouvait à côté, ainsi qu'un temple en l'honneur de Sobek-Soukhos.
Selon la liste des nomes de Sésostris Ier, la principale divinité du nome était la déesse Matit.

## Lieux principaux
- Hiéracon (pr-Nmty en ancien égyptien[4])
  - Deir el-Gebraoui (nécropole)
  - El-Maâbda (nécropole)
- Isieiou (pr-nbw en ancien égyptien)